# Некрасово (Чайковский городской округ)
Некрасово — деревня в Пермском крае России. Входит в Чайковский городской округ.

## География
Село расположено на реке Бурня (приток Бурёнки), примерно в 3,5 км к западу села Зипуново и 27 км к юго-востоку от города Чайковского.

## История
Постановлением Президиума ВЦИК от 18 июля 1927 г. деревня Урепа Фокинского района Сарапульского округа Уральской области переименована в Некрасово.
С декабря 2004 до весны 2018 гг. деревня входила в Зипуновское сельское поселение Чайковского муниципального района.

## Население
| 2010 |
| ---- |
| 13   |

## Улицы
- Садовая ул.[5]